# 莎曼珊·瓊斯
莎曼珊·瓊斯（英語：Samantha Jones）是美國HBO電視影集《慾望城市》裡的一個虛構角色，由金·凱特羅飾演。

## 角色背景
|  | I will wear whatever, fuck whatever, and blow whomever I want as long as I can breathe and kneel. 我什麼服裝都穿，我跟誰都發生關係，我誰都幫他口交，只要我還能呼吸和跪下。 |

莎曼珊是四位好友中最好色的，她的故事主要都圍繞在性生活，她非常的有自信、堅強、健談，認為自己是個「try-sexual」，意指自己什麼都會嘗試一遍。
莎曼珊在好友中也是年紀最大的，擁有自己的公關公司。她的年輕生活不得而知，只知道她從藍領階級出身，曾在奶品皇后販賣雪糕賺取零用錢。第三季時，曾透露她有至少兩個兄弟姊妹，意氣風發時，曾參加過54俱樂部的派對，暗指她在1970年代中期搬到紐約市。她曾有兩次墮胎的經驗，其中一次在大學宿舍裡。她也是好友中第一個失去童貞的，從未談及第一次性經驗發生的年紀。
在影集的前半段，她住在上東城，之後和與鄰居發生爭吵便搬到肉品包裝區（Meatpacking District）的高級公寓裡。
莎曼珊最棒的是她對朋友的忠貞，當凱莉跟她說她曾背著當時的男友艾登（Aidan），和大人物發生關係時，莎曼珊只回答說批評別人不是她的風格，並支持凱莉。雖然莎曼珊和夏綠蒂有過幾次的爭吵，他們總能設法和好。儘管無法適應米蘭達有小孩的生活，她曾主動地放棄上髮廊的行程，送米蘭達回家，並幫她照顧小孩，讓她能短暫休息一下。
最後一季時，莎曼珊被診斷出罹患乳癌，勇敢的面對疾病，平時帶著假髮、帽子以掩飾化療後的掉髮。某集中，她在一個癌症慈善晚會做了簡短演說，並勇敢的脫掉假髮，贏得現場觀眾的支持，在場的女性也站起來跟著她脫掉假髮。

## 感情
莎曼珊的性伴侶相當的多，之中包括要她做愛滋病檢驗才跟她上床的男人、72歲的百萬富翁、從中西部來的急著想獻出處男之身的同名大學生（山姆·瓊斯）、有異味精液的男人、幫她除恥毛的健身房教練。她從不跟同一個男人相處過久，通常在隔天早晨就把他趕出公寓，她常把內褲弄丟，因為她都留在那些男人的家中。她甚至曾與夏綠蒂的弟弟發生性關係，讓夏綠蒂非常生氣並說她的陰道是「紐約最熱門的景點：全天候開放」。
莎曼珊很少跟同一個男人約會超過一次，但也有過幾段認真的感情。

### 詹姆士（James）
第一季末，莎曼珊在一間爵士樂酒吧認識詹姆士（詹姆士·古德文〔James Goodwin〕飾演），奇怪的是，她並沒有立即就跟詹姆士發生關係，覺得他是個結婚的對象。當莎曼珊向他告白時，他們終於發生關係，但發現詹姆士的陰莖长度過於短小，無法從中得到性歡愉。第一季最後一集，莎曼珊告訴好友們這個消息，指稱詹姆士的陰莖勃起後只有3吋長，根本無法為他口交，之後她試著解決這個問題，但在情侶諮商時跟詹姆士分手，向他抱怨他就像小胡蘿蔔一樣，詹姆士反口說是莎曼珊的陰道過大。

### 瑪麗亞（Maria）
第四季，莎曼珊接觸女同性戀圈，和藝術家瑪麗亞（索妮亞·布蕾嘉〔Sonia Braga〕飾演）有一段認真的感情，周邊的好友非常的驚訝，夏綠蒂則說：「她不是女同性戀，她只是用光男人了！」莎曼珊覺得瑪麗亞不是個適合談感情的人，只想跟她維持朋友的關係，但瑪麗亞說她不能與莎曼珊這樣保持朋友關係，莎曼珊因此決定試試看，親了瑪麗亞，發現取悅另一個女人想當有趣。當他們性關係逐漸減少時，花了很多時間談話，莎曼珊開始厭倦了，瑪麗亞聽到莎曼珊的情史後很沮喪。之後，莎曼珊很想念男人，雖然瑪麗亞願意戴上假陽具，但兩人還是分手了。

### 理查·萊特（Richard Wright）
第四季後半，莎曼珊遇見並愛上飯店鉅子理查·萊特（詹姆士·雷默〔James Remar〕飾演），雖然兩人看起來挺登對，但他們僅止於性愛的關係。逐漸地，莎曼珊愛上了理查，兩人同意正式交往。不料，理查背對著莎曼珊偷腥，讓她心碎，莎曼珊給了他一次機會後，還是如此，兩人的關係就結束了。最後一季，她和新男友史密斯出席一場派對，當中偶遇理查，兩人上樓做了愛，過程中，莎曼珊看起來沒有興致，史密斯則在樓下默默地等著，也知道發生什麼事，莎曼珊看到他後，倒落在他懷裡，向他致歉。

### 傑瑞·傑若／史密斯·傑若（Jerry Jerrod/Smith Jerrod）
莎曼珊與好友們在某家餐廳用餐時，看見一位20多歲的侍者、演員兼模特兒的傑瑞·傑若（傑生·路易斯飾演），之後她獨自來到這家餐廳，成功地帶他回家。雖然這可能又是一次隨便的關係，但這次不一樣。
莎曼珊看到傑瑞如此潦倒後，利用她的公關專長讓傑瑞的演藝生涯起步，並幫他改名為史密斯，很快地他成名了，第一個受到矚目的是他為Absolut Vodka所拍攝的裸身廣告。
莎曼珊一開始不願意承認他們在交往，但逐漸地，對史密斯的感情越來越深。某日，史密斯向她告白，她卻拒絕了。最後，她開始稱史密斯為男友，兩人開始同居。
之後，莎曼珊罹患乳癌，史密斯仍陪伴在她身邊，當她做化療開始掉髮時，史密斯也陪著她一起把頭髮理掉。莎曼珊在化療期間沒有任何性慾，還鼓勵史密斯跟別的女性發生性關係。史密斯曾把莎曼珊比喻成冬天：「樹木光禿禿時並不代表它死了。」當他出遠門工作時，送給她一束未綻放的花朵，並留下一張卡片寫著：「期待春天的到來。」她馬上撥了通電話，要他不要和別的女生發生關係，他表示他未曾如此也不會如此。午夜時分，史密斯飛回紐約，親口告訴莎曼珊他很愛她，她回答他是她最重視的男人（這對莎曼珊來說是個很勇敢的自白）。最後一幕，兩人發生了關係，先前未綻放的花朵跟著開花了。

## 電影
四年後，莎曼珊和男友史密斯遷居至洛杉磯，幫助他演藝事業的發展。某日，她發現隔壁的鄰居丹提（Dante）是個猛男，經常和不同女性進行性行為，丹提根本是男性版的莎曼珊。受到這樣的誘惑下，莎曼珊還是保持對史密斯的忠貞，然而她懷疑自己是否值得為這段感情約束自己，她告訴史密斯她愛自己多過於他，並提出分手的要求。電影最後一幕，莎曼珊正與朋友們慶祝她的50歲生日，並舉杯致敬下一個50歲。

## 外部連結
- 互联网电影数据库上莎曼珊·瓊斯的资料